# Râul Valea Seacă, Perișani
Râul Valea Seacă este un curs de apă, afluent al râului Perișani. 